# الرحلان الكهربائي باستخدام جيل الأغاروز

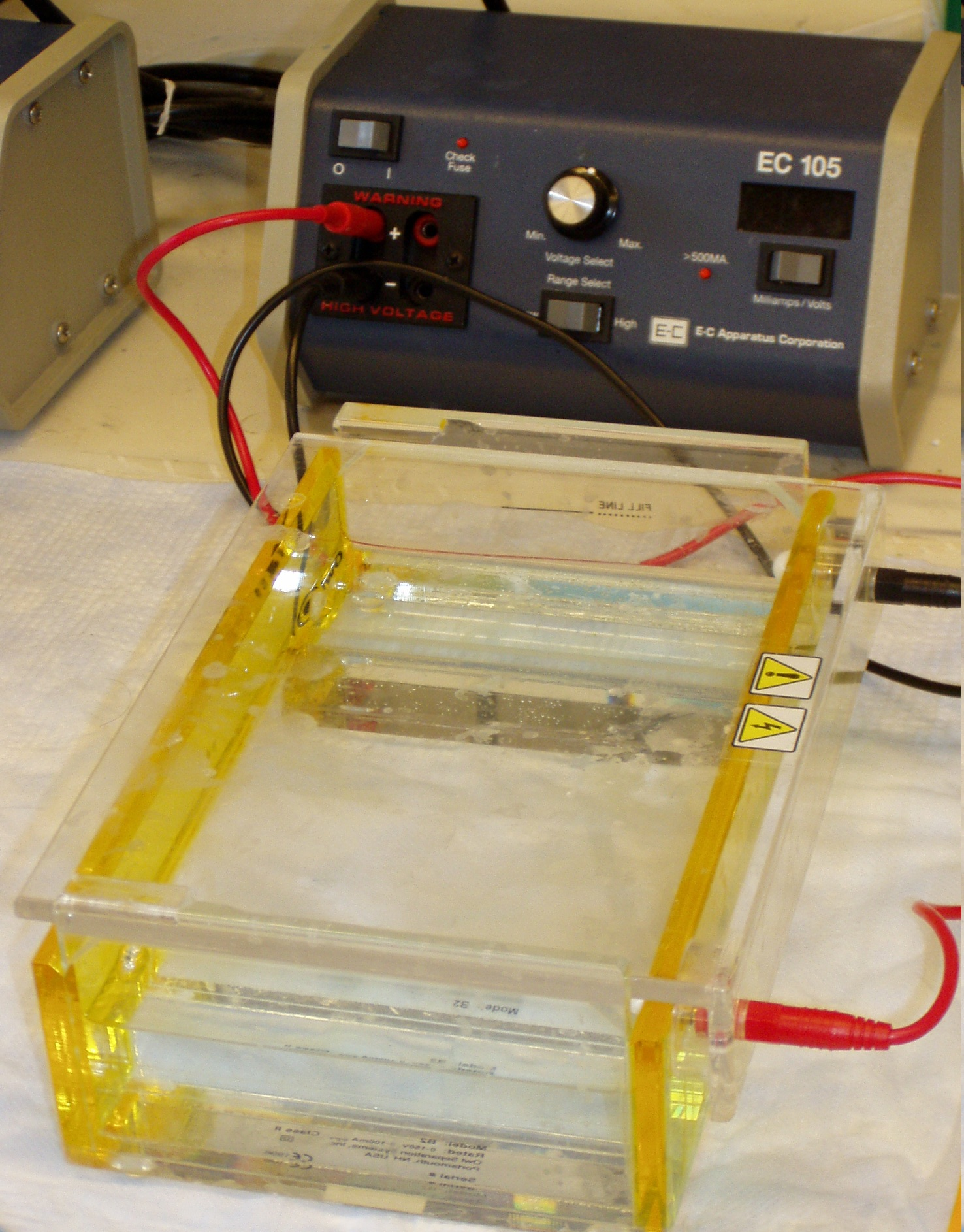
وعاء فيه tampon يمر به تيار كهربائي.

الرحلان الكهربائي في جيل الأغاروز هي طريقة تستخدم في العلوم الجزيئية والعلوم حيوية عن طريق فصل الDNA والRNA وبعض البروتينات، بفضل الكتلة جزيئية.

## التقنية
تقنية الرحلان الكهربائي تعتمد على فصل الحمض النووي ذو الشحنة السالبة باستخدام تقنية الشحن الكهربائية التي تمر عبر جيل الأغاروز ونتيجة هذه الشحنات تنتشر الجزيئات ذات الكتلة الأقل أسرع وأبعد من الجزيئات ذوات الكتل الأكبر.